# STEAL YOUR LOVE
「STEAL YOUR LOVE」（スティール・ユア・ラヴ）は、荻野目洋子の24枚目のシングル。1992年3月27日にビクター音楽産業よりリリースされた。

## 解説
- 銀座ジュエリーマキ「カメリア・ダイアモンド」TV-CFイメージソング。[1]CFは「女怪盗編」「夜空の天使編」の2バージョンがあり、シャロン・ストーンが出演している。

- 歌番組等のステージでは黒を基調としたセクシーな衣装を纏って、小悪魔的な女泥棒といった世界観を演出し（25周年BOXブックレットにてコメント）、女性ダンサー2人と共にダンスパフォーマンスを披露した。
- c/w「Moonlight Blue」は、荻野目のアルバム『TRUST Me』(1991年) に収録された「MOONLIGHT BLUE」とは別の楽曲である。

## 収録曲
1. STEAL YOUR LOVE
  - 作詞：みかみ麗緒 / 作曲：広瀬さとし / 編曲：須貝幸生・神長弘一・井上龍仁
2. Moonlight Blue
  - 作詞：朝野深雪 / 作曲：Joey Carbone / 編曲：須貝幸生・神長弘一・井上龍仁
3. STEAL YOUR LOVE（オリジナルカラオケ）
4. Moonlight Blue（オリジナルカラオケ）

## レコーディング参加
- 須貝幸生 - ベース、ドラム、プログラミング
- 神長弘一 - ギター
- 横関敦 - ギター (#2)